# Милан Вукић
Милан Вукић, (рођен је 19. августа 1942. у Санском Мосту) је српски и босанскохерцеговачки шахиста из Бање Луке.
Четири пута осваја шампионат Југославије, 1970, 1971, 1974 и 1994. Учествовао је у тиму Југославије на европским и на студентским шаховским првенствима.
Новинска кућа „Глас“ је све до 1992. бирала најбољег спортисту Босанске Крајине, а онда је почетком рата на просторима СФРЈ донесена одлука да се бирају најуспешнији спортисти Републике Српске. Тако је настављена традиција. 1974. године Милан Вукић је добио ово признање.
Победник је и бројних међународних турнира.
Милан Вукић је почео да игра озбиљно шах у осамнаестој години. Пре тога се бавио другим спортовима и после само шест месеци постаје интернационални мајстор. Био је први велемајстор из Републике Српске који је био шампион три различите државе. 1970, 1971 и 1974 био је шампион Југославије, 1994. шампион „мале“ Југославије и 2007. шампион БиХ са скором од 7/9.

## Изабрана партија
Јан Тимман - Милан Вукић
Бањалука 1974.
1.e4 c6 2.d4 d5 3.e5 Lf5 4.h4 h5 5.Se2 e6 6.Sg3 Lg6 7.Le2 c5 8.dxc5 Lxc5 9.Sc3 Sc6 10.Lg5 Le7 11.Dd2 Sb4 12.Ld1 Tc8 13.a3 Sc6 14.Lxe7 Sgxe7 15.f4 a6 16.Le2 Sa5 17.Tc1 Sf5 18.Sxf5 Lxf5 19.Dd4 Sc4 20.Sd1 Da5+ 21.c3 g6 22.Kf2 b5 23.Te1 Dd8 24.Th1 Sa5 25.Db4 Db6+ 26.Ke1 Sc6 27.Db3 Sd4 28.Da2 Sxe2 29.Kxe2 Lg4+ 30.Kd3 Tc4 31.g3 Lxd1 32.Thxd1 Df2 33.Tg1 Te4 34.Tcf1 De2+ 0-1

## Европски шампионати

### Укупни учинак кроз статистику
| Године     | Σ поена | Σ партија |  | + | = | - |  | %    | Освојене медаље на европским шампионатима тимске \| појединачне |
| 1970, 1980 | 6       | 11        |  | 5 | 2 | 4 |  | 54.5 | 0 - 0 - 0 \| 0 - 0 - 0                                          |

### Статистика по годинама
| Година | Табла  | Σ поена | Σ партија |  | + | = | - |  | %    | тимско место | појединачно |
| 1980.  | 2 рез. | 3       | 5         |  | 2 | 2 | 1 |  | 60.0 | 4.           |             |
| 1970.  | 8      | 3       | 6         |  | 3 | 0 | 3 |  | 50.0 | 4.           |             |

## Учешће на студентском светском шампионату кроз статистику

### Укупни учинак кроз статистику
| Године     | Σ поена | Σ партија |  | + | = | - |  | %    | Освојене медаље на студентском првенству тимске \| појединачне |
| 1967, 1968 | 10½     | 19        |  | 6 | 9 | 4 |  | 55.3 | 0 - 0 - 0 \| 0 - 0 - 0                                         |

### Статистика по годинама
| Година | Табла | Σ поена | Σ партија |  | + | = | - |  | %    | тимско место | појединачно |
| 1968.  | 1     | 6½      | 12        |  | 4 | 5 | 3 |  | 54.2 | 8.           |             |
| 1967.  | 4     | 4       | 7         |  | 2 | 4 | 1 |  | 57.1 | 7.           |             |